# Germán Gabriel
Germán Antonio Gabriel Benaches (ur. 16 listopada 1980) – hiszpański koszykarz grający na pozycjach silnego skrzydłowego lub środkowego, po zakończeniu kariery zawodniczej, trener koszykarski, obecnie asystent trenera Iowa Wolves.

## Kariera klubowa
Gabriel urodził się w Wenezueli, ale wychował się w Maladze. Jest wychowankiem Unicajy Málaga. W 2001 wystąpił na Meczu Gwiazd ligi hiszpańskiej. W 2007 triumfował z CB Girona w FIBA EuroCup.

## Kariera reprezentacyjna
Gabriel grał w młodzieżowych reprezentacjach Hiszpanii U-18, U-20 i U-21. Z reprezentacją U-18 zdobył złote medale na Mistrzostwach Europy w 1998 roku i Mistrzostwach Świata w 1999 roku. Rok później zdobył brązowy medal mistrzostw Europy z reprezentacją U-20. Wystąpił również na mistrzostwach świata U-21 w 2001 roku.
Gabriel zdobył brązowy medal na Mistrzostwach Europy w 2013.

## Osiągnięcia
Na podstawie, o ile nie zaznaczono inaczej.

### Drużynowe
- Mistrz Eurocup (2007)
- Finalista pucharu Hiszpanii (2009)

### Indywdualne
- MVP:
  - miesiąca ACB (grudzień 2012)
  - kolejki ACB (34 – 2011/2012)
- Uczestnik meczu gwiazd ligi hiszpańskiej (2001)

### Reprezentacja
Seniorów
- Brązowy medalista mistrzostw Europy (2013)
- Uczestnik kwalifikacji do Eurobasketiu (2003)

Młodzieżowe
- Mistrz:
  - świata U–19 (1999)
  - Europy  U–18 (1998)
- Brązowy medalista:
  - mistrzostw Europy U–20 (2000)
  - igrzysk śródziemnomorskich (2005)
- Uczestnik mistrzostw świata U–21 (2001 – 5. miejsce)